# Nu2960
Nu2960 is een Belgische lokale kieslijst te Brecht.

## Geschiedenis
In juni 2023 werd aangekondigd dat CD&V-CDB, Open Vld en Vooruit met een gezamenlijke kieslijst zouden deelnemen aan de gemeenteraadsverkiezingen van 2024. De Brechtse christendemocraten maakte op dat moment deel uit van de bestuursmeerderheid (samen met N-VA), de liberalen zaten er in de oppositie en de socialisten hadden er geen verkozene. Daan De Veuster (CD&V) was lijsttrekker.
De kieslijst overtuigde 44% van de kiezers, goed voor 15 van de 31 zetels in de Brechtse gemeenteraad. Ze werd daarmee de grootste partij voor N-VA (10) en Vlaams Belang (6). Gezien de verkiezingsuitslag leken nu2960 en N-VA tot elkaar veroordeeld voor het vormen van een coalitie. De partijen slaagden hier evenwel niet in tijdens zowel de eerste als tweede periode van het initiatiefrecht.
Op 26 november 2024 kondigden nu2960 en Vlaams Belang aan dat ze een coalitie zullen vormen.